# Milhaud
Milhaud este o comună în departamentul Gard din sudul Franței. În 2009 avea o populație de 5.895 de locuitori.

## Evoluția populației
| An        | 1975  | 1982  | 1990  | 1999  | 2006  | 2009  |
| --------- | ----- | ----- | ----- | ----- | ----- | ----- |
| Populație | 2.225 | 3.564 | 4.855 | 4.874 | 5.485 | 5.895 |